# المخربون (فلم)
المخربون هو فيلم مصري عرض عام 1967، بطولة لبنى عبد العزيز وأحمد مظهر وليلى فوزي وعمر الحريري، ومن إخراج كمال الشيخ.

## قصة الفيلم
تدور أحداث الفيلم حول المهندس عادل الذي يذهب للكشف عن أسباب سقوط بناية مدرسية حديثة البناء، فيكتشف أن المقاول المشرف على البناء تلاعب في المواد والمواصفات بمساعدة بعض الموظفين المرتشين، ويُصدم حين يعرف أن صديقه المهندس حمدي متورط في العملية، ويتمكن المتورطون من تدبير خطة للتخلص منه، فيتم حبسه ولكنه يقرر الهرب من السجن، وتساعده سيدة تدعى منى، والتي تعترف بكل شيء للشرطة فيتم القبض على الجناة والإفراج عن عادل.

## طاقم التمثيل
- لبنى عبد العزيز: (سميرة)
- أحمد مظهر: (المهندس عادل)
- ليلى فوزي: (منى)
- عمر الحريري: (حمدي)
- عبد العليم خطاب: (الريس علوان المراكبي)
- حسين عسر: (والد عادل)
- ناهد سمير: (والدة عادل)
- رشوان توفيق: (النقيب عزت)
- وسيلة حسين: (جليلة)
- سمير ولي الدين: (مقاول)
- حسين الشربيني: (وكيل النيابة)
- نبيل العشري: (مخبر)
- محمد الرملي
- نعمت رستم
- وجيه عزت: (المقاول عمر الشيال)
- حنان أحمد: (مديرة المدرسة)
- عباس رحمي: (رئيس مجلس الإدارة)
- أحمد الصيرفي: ( الطفل أشرف)

## فريق العمل
- إخراج: كمال الشيخ
- قصة: إبراهيم البعثي
- سيناريو: حسن رمزي، فتحي زكي
- حوار: موسى صبري
- مدير التصوير: محمود نصر
- مونتاج: سعيد الشيخ
- موسيقى تصويرية: أندريه رايدر
- إنتاج: شركة القاهرة للإنتاج السينمائي
- توزيع: دولار فيلم

## وصلات خارجية
- مقالات تستعمل روابط فنية بلا صلة مع ويكي بيانات